# Перис (округ Кеноша, Вісконсин)
Перис (англ. Paris) — місто (англ. town) в США, в окрузі Кеноша штату Вісконсин. Населення — 1397 осіб (2020).

## Демографія
Згідно з переписом 2010 року, у місті мешкали 1504 особи в 570 домогосподарствах у складі 428 родин. Було 598 помешкань
Расовий склад населення:
| - 97,8 % — білих - 0,5 % — азіатів - 0,3 % — корінних американців - 0,2 % — чорних або афроамериканців |

До двох чи більше рас належало 0,5 %. Частка іспаномовних становила 2,3 % від усіх жителів.
За віковим діапазоном населення розподілялося таким чином: 21,5 % — особи молодші 18 років, 62,1 % — особи у віці 18—64 років, 16,4 % — особи у віці 65 років та старші. Медіана віку мешканця становила 45,5 року. На 100 осіб жіночої статі у місті припадало 100,0 чоловіків;  на 100 жінок у віці від 18 років та старших — 103,6 чоловіків також старших 18 років.
Середній дохід на одне домашнє господарство  становив 110 024 долари США (медіана — 94 750), а середній дохід на одну сім'ю — 122 493 долари (медіана — 104 722). Медіана доходів становила 62 315 доларів для чоловіків та 44 896 доларів для жінок. За межею бідності перебувало 5,0 % осіб, у тому числі 5,2 % дітей у віці до 18 років та 10,4 % осіб у віці 65 років та старших.
Цивільне працевлаштоване населення становило 934 особи. Основні галузі зайнятості: освіта, охорона здоров'я та соціальна допомога — 18,4 %, виробництво — 17,3 %, роздрібна торгівля — 14,3 %, будівництво — 14,0 %.